# Виборчий округ 168
Виборчий округ 168 — виборчий округ в Харківській області. В сучасному вигляді був утворений 28 квітня 2012 постановою ЦВК №82 (до цього моменту існувала інша система виборчих округів). Окружна виборча комісія цього округу розташовується в приміщенні адміністрації Шевченківського району Харківської міської ради за адресою м. Харків, просп. Науки, 17а.
До складу округу входить Шевченківський район міста Харків. Виборчий округ 168 межує з округом 175 на північному заході, з округом 169 на півночі, з округом 175 на північному сході, з округом 169 на сході і на південному сході, з округом 173 на півдні та з округом 174 на південному заході. Виборчий округ №168 складається з виборчих дільниць під номерами 631089-631176 та 631696-631698.

## Народні депутати від округу
| Ім'я                            | Фото | Партія          | Скликання | Дата набуття повноважень | Дата припинення повноважень |
| ------------------------------- | ---- | --------------- | --------- | ------------------------ | --------------------------- |
| Писаренко Валерій Володимирович |      | Партія регіонів | 7-ме      | 12 грудня 2012           | 27 листопада 2014           |
| Писаренко Валерій Володимирович |      | самовисуванець  | 8-ме      | 27 листопада 2014        | 29 серпня 2019              |
| Мезенцева Марія Сергіївна       |      | Слуга народу    | 9-те      | 29 серпня 2019           |                             |

## Результати виборів

### Парламентські

#### 2019
Кандидати-мажоритарники:
- Мезенцева Марія Сергіївна (Слуга народу)
- Писаренко Валерій Володимирович (самовисування)
- Семиноженко Володимир Петрович (самовисування)
- Куц Галина Михайлівна (Європейська Солідарність)
- Чулков Даніл Ігорович (Батьківщина)
- Ольховський Юрій Юрійович (Сила і честь)
- Зеленський Микола Володимирович (самовисування)
- Коник Валерій Олександрович (Свобода)
- Баранников Сергій Олександрович (Самопоміч)
- Поляков Станіслав Юрійович (самовисування)
- Приходкін Дмитро Володимирович (самовисування)
- Бондаржевська Яніна Володимирівна (самовисування)
- Падєєва Світлана Олександрівна (самовисування)

#### 2014
Кандидати-мажоритарники:
- Писаренко Валерій Володимирович (самовисування)
- Немілостівий Віталій Олександрович (Блок Петра Порошенка)
- Сітенко Тарас Олександрович (Самопоміч)
- Варченко Іван Григорович (Народний фронт)
- Гутков Євген Жаннович (Сильна Україна)
- Чистілін Володимир Іванович (самовисування)
- Писаренко Анатолій Григорович (самовисування)
- Чубук Юрій Володимирович (самовисування)
- Александровська Людмила Борисівна (самовисування)
- Веніславський Федір Федорович (Радикальна партія)
- Куракін Павло Геннадійович (Блок лівих сил України)
- Бартащук Віталій Олексійович (самовисування)
- Грошевой Олександр Іванович (самовисування)
- Маринін Дмитро Олексійович (самовисування)
- Макаренко Павло Дмитрович (самовисування)
- Кусков Олександр Олександрович (самовисування)
- Волченко Юлій Анатолійович (самовисування)
- Злобінцев Євгеній Володимирович (Національна демократична партія України)
- Жилін Антон Олександрович (самовисування)

#### 2012
Кандидати-мажоритарники:
- Писаренко Валерій Володимирович (Партія регіонів)
- Балута Ігор Миронович (Батьківщина)
- Осетров Олександр Павлович (Комуністична партія України)
- Жван Вікторія Вікторівна (Україна майбутнього)
- Майорченко Віктор Нестерович (Соціалістична партія України)
- Бартащук Віталій Олексійович (самовисування)
- Коновалов Сергій Миколайович (Руський блок)
- Кошель Володимир Іванович (самовисування)
- Котляр Андрій Олексійович (самовисування)

## Явка
Явка виборців на окрузі: